# Robin Honan
Robin Honan é uma produtora cinematográfica. Como reconhecimento, foi nomeada ao Oscar 2013 na categoria de Melhor Documentário em Curta-metragem por Mondays at Racine.